# Jij & ik (lied van Jan Smit)
Jij & ik is een single van de Nederlandse zanger Jan Smit uit 2014. Het is de eerste single afkomstig van zijn studioalbum Jij & ik uit 2014. Het nummer werd als muziekdownload uitgebracht op 8 augustus 2014 en bereikte de nummer 1-positie van de Nederlandse Single Top 100. Het werd Smits twintigste nummer 1-hit in deze lijst.

## Hitnoteringen

### Nederlandse Top 40
| Hitnotering: 30-08-2014 t/m 27-09-2014 | Hitnotering: 30-08-2014 t/m 27-09-2014 | Hitnotering: 30-08-2014 t/m 27-09-2014 | Hitnotering: 30-08-2014 t/m 27-09-2014 | Hitnotering: 30-08-2014 t/m 27-09-2014 | Hitnotering: 30-08-2014 t/m 27-09-2014 | Hitnotering: 30-08-2014 t/m 27-09-2014 |
| Week:                                  | 1                                      | 2                                      | 3                                      | 4                                      | 5                                      |                                        |
| -------------------------------------- | -------------------------------------- | -------------------------------------- | -------------------------------------- | -------------------------------------- | -------------------------------------- | -------------------------------------- |
| Positie:                               | 28                                     | 22                                     | 22                                     | 29                                     | 35                                     | uit                                    |

### NederlandseSingle Top 100
| Hitnotering: 16-08-2014 t/m 11-10-2014 | Hitnotering: 16-08-2014 t/m 11-10-2014 | Hitnotering: 16-08-2014 t/m 11-10-2014 | Hitnotering: 16-08-2014 t/m 11-10-2014 | Hitnotering: 16-08-2014 t/m 11-10-2014 | Hitnotering: 16-08-2014 t/m 11-10-2014 | Hitnotering: 16-08-2014 t/m 11-10-2014 | Hitnotering: 16-08-2014 t/m 11-10-2014 | Hitnotering: 16-08-2014 t/m 11-10-2014 | Hitnotering: 16-08-2014 t/m 11-10-2014 | Hitnotering: 16-08-2014 t/m 11-10-2014 |
| Week:                                  | 1                                      | 2                                      | 3                                      | 4                                      | 5                                      | 6                                      | 7                                      | 8                                      | 9                                      |                                        |
| -------------------------------------- | -------------------------------------- | -------------------------------------- | -------------------------------------- | -------------------------------------- | -------------------------------------- | -------------------------------------- | -------------------------------------- | -------------------------------------- | -------------------------------------- | -------------------------------------- |
| Positie:                               | 2                                      | 1                                      | 10                                     | 21                                     | 38                                     | 52                                     | 67                                     | 80                                     | 59                                     | uit                                    |